# کوماروفکا (آستراخان)
کوماروفکا (به لاتین: Komarovka) یک منطقهٔ مسکونی در روسیه است که در استان آستراخان واقع شده‌است.